# Colocasiomyia gigantea
Colocasiomyia gigantea är en tvåvingeart som först beskrevs av Toyohi Okada 1987.  Colocasiomyia gigantea ingår i släktet Colocasiomyia och familjen daggflugor. Inga underarter finns listade i Catalogue of Life.